# Мексика на зимних Олимпийских играх 2022
Мексика принимала участие в Олимпийских играх 2022 года в Пекине, но не завоевала ни одной медали.

## Состав сборной
В заявку сборной Мексики для участия в Играх 2022 года войдут 4 спортсмена (3 мужчины и 1 женщина), которые выступят в 2 олимпийских дисциплинах.
 Горнолыжный спорт
1. Родольфо Диксон
2. Сара Шлепер

 Лыжные гонки
1. Джонатан Сото

 Фигурное катание
1. Донован Каррильо

## Результаты соревнований

### Лыжные виды спорта

#### Горнолыжный спорт
Квалификация спортсменов для участия в Олимпийских играх осуществлялась на основании специального квалификационного рейтинга FIS по состоянию на 16 января 2022 года. При этом НОК для участия в Олимпийских играх мог выбрать только того спортсмена, который вошёл в топ-500 олимпийского рейтинга в своей дисциплине, и при этом имел определённое количество очков, согласно квалификационной таблице. Страны, не имеющие участников в числе 500 сильнейших спортсменов, могли претендовать только на квоты категории B в технических дисциплинах. По итогам квалификационного отбора сборная Мексики завоевала 2 олимпийские лицензии.

#### Лыжные гонки
Квалификация спортсменов для участия в Олимпийских играх осуществлялась на основании специального квалификационного рейтинга FIS по состоянию на 16 января 2022 года. Для получения олимпийской лицензии категории «A» спортсменам необходимо было набрать определённое количество очков, согласно квалификационной таблице. При этом каждый НОК может заявить на Игры 1 мужчину и 1 женщины, если они выполнили квалификационный критерий «B», по которому они смогут принять участие в спринте и гонках на 10 км для женщин или 15 км для мужчин. По итогам квалификационного отбора сборная Мексики завоевала 1 олимпийскую лицензию.

#### Фигурное катание
Большинство олимпийских лицензий на Игры 2022 года были распределены по результатам выступления спортсменов в рамках чемпионата мира 2021 года. По его итогам сборная Мексики смогла завоевать одну квоту в мужском одиночном катании.
| Соревнование              | Спортсмен        | Короткая программа | Короткая программа | Произвольная программа | Произвольная программа | Итог         | Итог  |
| Соревнование              | Спортсмен        | Сумма баллов       | Место              | Сумма баллов           | Место                  | Сумма баллов | Место |
| ------------------------- | ---------------- | ------------------ | ------------------ | ---------------------- | ---------------------- | ------------ | ----- |
| мужское одиночное катание | Донован Каррильо | 79,69              | 19                 | 138,44                 | 22                     | 218,13       | 22    |